# Sumitomo Mitsui Financial Group
Sumitomo Mitsui Financial Group (яп. 株式会社三井住友フィナンシャルグループ кабусики-гайся мицуи сумитомо финансяру гуру:пу, SMFG) — крупная японская банковская корпорация, основанная в декабре 2002 года Sumitomo Mitsui Banking Corporation, вторым по величине банком Японии. SMFG располагает активами на сумму $1,9 триллиона, размер принятых депозитов составляет 142 трлн иен ($1,29 трлн). Является одной из крупнейших компаний в кэйрэцу Sumitomo Group. Центральный офис расположен в Токио. Основные конкуренты — Mitsubishi UFJ Financial Group и Mizuho Financial Group.
Группа была создана в декабре 2002 года в качестве холдинговой компании для банковской корпорации Сумитомо Мицуи, сформированной в апреле 2001 года объединением Sumitomo Bank и Sakura Bank. В свою очередь, Sakura Bank образовался в 1990 году слиянием Taiyo Kobe Bank и Mitsui Bank. Мицуи и Сумитомо — два крупных дзайбацу, первый из них открыл свой банк в 1876 году, второй — в 1895 году.

## Руководство
- Такэси Кунибэ (國部　毅[4], род. 8 марта 1954 года) — председатель правления с июня 2019 года, в Sumitomo Bank с 1976 года.
- Дзюн Ота (太田　純[4], род. 12 февраля 1952 года) — президент (с апреля 2019 года) и директор (с 2014 года), в Sumitomo Bank с 1982 года[5].

## Акционеры
- Japan Trustee Services Bank — 12,81 %
- The Master Trust Bank of Japan — 7,09 %
- NATSCUMCO — 2,05 %
- JPMorgan Chase — 1,92 %
- State Street Corporation — 1,41 %
- Barclays Securities Japan Limited — 1,34 %

## Деятельность
По состоянию на 2022 год основным регионом деятельности является Япония, на него приходится 58 %, на Северную и Южную Америку — 19 %, на Азию и Океанию — 14 %, на Европу и Ближний Восток приходится 9 % выручки.
В списке крупнейших публичных компаний мира Forbes Global 2000 за 2016 год Sumitomo Mitsui Financial заняла 70-е место, в том числе 207-е по обороту, 82-е по чистой прибыли, 19-е по активам и 189-е по рыночной капитализации.
В 2015 году дочерняя компания Sumitomo Mitsui Trust Holdings заняла 33-е место среди крупнейших инвестиционных компаний мира по размеру активов под управлением ($641 млрд).
| Год                    | 2010  | 2011  | 2012  | 2013  | 2014  | 2015  | 2016  | 2017  | 2018  | 2019  | 2020  | 2021  | 2022   |
| ---------------------- | ----- | ----- | ----- | ----- | ----- | ----- | ----- | ----- | ----- | ----- | ----- | ----- | ------ |
| Выручка                |       | 2,505 | 2,595 | 2,793 | 2,898 | 2,980 | 2,904 | 2,921 | 2,981 | 2,846 | 2,769 | 2,806 | 2,946  |
| Чистая прибыль         |       | 0,476 | 0,519 | 0,794 | 0,835 | 0,754 | 0,647 | 0,707 | 0,734 | 0,727 | 0,704 | 0,513 | 0,707  |
| Активы                 | 123,2 | 137,8 | 143,0 | 148,7 | 161,5 | 183,4 | 186,6 | 197,8 | 199,0 | 203,7 | 219,9 | 242,6 | 257,7  |
| Собственный капитал    | 7,001 | 7,132 | 7,255 | 8,443 | 9,005 | 10,70 | 10,45 | 11,23 | 11,61 | 11,45 | 10,78 | 11,90 | 12,20  |
| Сотрудников, тыс. чел. |       | 61,56 | 64,23 | 64,64 | 66,48 | 68,74 | 73,65 | 77,21 | 72,98 | 86,66 | 86,44 | 86,78 | 101,02 |

## Дочерние компании
- Sumitomo Mitsui Banking Corporation (100 %, коммерческий банкинг, Япония)
- SMBC Trust Bank Ltd. (100 %, трастовый банкинг, Япония)
- THE MINATO BANK, LTD. (6 %, голосующих 46,4 %, коммерческий банкинг, Япония)
- Kansai Urban Banking Corporation (60 %, коммерческий банкинг, Япония)
- SMBC Guarantee Co., Ltd. (100 %, гарантирование кредитов, Япония)
- Sumitomo Mitsui Finance and Leasing Company, Limited (60 %, лизинг, Япония)
- SMBC Nikko Securities Inc. (100 %, работа с ценными бумагами, Япония)
- SMBC Friend Securities Co., Ltd. (100 %, работа с ценными бумагами, Япония)
- Sumitomo Mitsui Card Company, Limited (65,9 %, кредитные карты, Япония)
- Cedyna Financial Corporation (100 %, кредитные карты и потребительские кредиты, Япония)
- SMBC Consumer Finance Co., Ltd. (100 %, потребительское кредитование, Япония)
- SAKURA CARD CO., LTD. (100 %, кредитные карты, Япония)
- Mobit Co., LTD. (100 %, потребительское кредитование, Япония)
- SMM Auto Finance, Inc. (51 %, автокредитование, Япония)
- SMBC Finance Service Co., Ltd. (100 %, коллектинговое агентство, Япония)
- The Japan Research Institute, Limited (100 %, экономические исследования, Япония)
- SAKURA KCS Corporation (50,2 %, обработка данных, Япония)
- Financial Link Co., Ltd. (100 %, обработка данных и финансовые консультации, Япония)
- SMBC Venture Capital Co., Ltd. (100 %, венчурные инвестиции, Япония)
- SMBC Consulting Co., Ltd. (100 %, управленческие и информационные услуги, Япония)
- Japan Pension Navigator Co., Ltd. (67,9 %, операционное управление пенсионными планами, Япония)
- Sumitomo Mitsui Banking Corporation Europe Limited (100 %, коммерческий банкинг, Великобритания)
- Sumitomo Mitsui Banking Corporation (China) Limited (100 %, коммерческий банкинг, Китай)
- Manufacturers Bank (100 %, коммерческий банкинг, США)
- Sumitomo Mitsui Banking Corporation of Canada (100 %, коммерческий банкинг, Канада)
- Banco Sumitomo Mitsui Brasileiro S.A. (100 %, коммерческий банкинг, Бразилия)
- JSC Sumitomo Mitsui Rus Bank (100 %, коммерческий банкинг, Россия)
- PT Bank Sumitomo Mitsui Indonesia (98,4 %, коммерческий банкинг, Индонезия)
- Sumitomo Mitsui Banking Corporation Malaysia Berhad (100 %, коммерческий банкинг, Малайзия)
- SMBC Leasing and Finance, Inc. (100 %, лизинг, США)
- SMBC Aviation Capital Limited (90 %, лизинг, Ирландия)
- SMBC Nikko Securities America, Inc. (100 %, работа с ценными бумагами, США)
- SMBC Nikko Capital Markets Limited (100 %, работа с ценными бумагами, Великобритания)
- SMBC Capital Markets, Inc. (100 %, работа с деривативами, США)